# Hyperolius mariae
Hyperolius mariae är en groddjursart som beskrevs av Barbour och Arthur Loveridge 1928. Hyperolius mariae ingår i släktet Hyperolius och familjen gräsgrodor. IUCN kategoriserar arten globalt som livskraftig. Inga underarter finns listade i Catalogue of Life.